# Holotrichia rufina
Holotrichia rufina är en skalbaggsart som beskrevs av Moser 1912. Holotrichia rufina ingår i släktet Holotrichia och familjen Melolonthidae. Inga underarter finns listade i Catalogue of Life.